# حسن قلعه (قوسار)
حسن‌قلعه (به ترکی آذربایجانی: Həsənqala) یک منطقه مسکونی در جمهوری آذربایجان است که در شهرستان قوسار واقع شده است. حسن‌قلعه ۹۳۱ نفر جمعیت دارد.